# Bathypterois dubius
Bathypterois dubius är en fiskart som beskrevs av Vaillant, 1888. Bathypterois dubius ingår i släktet Bathypterois och familjen Ipnopidae. IUCN kategoriserar arten globalt som livskraftig. Inga underarter finns listade.

## Bildgalleri

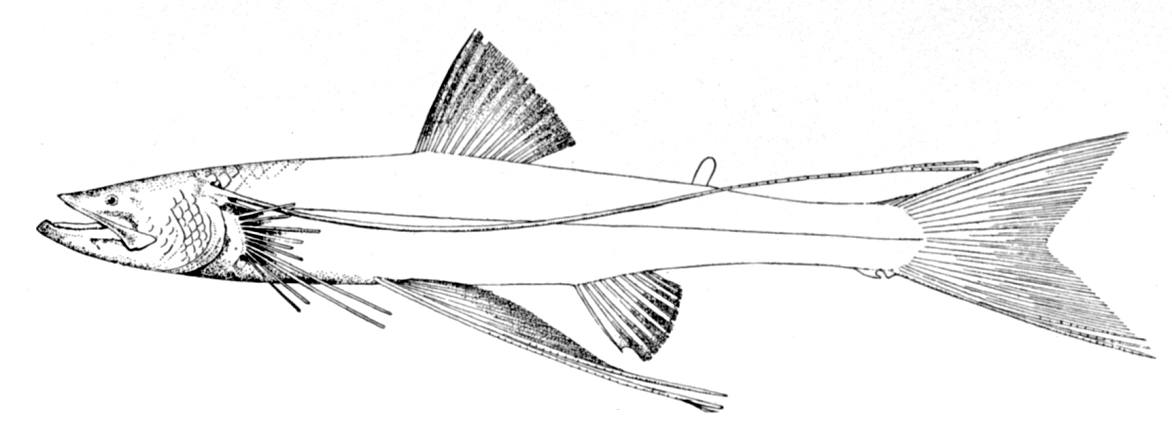